# 庄长恭研究所

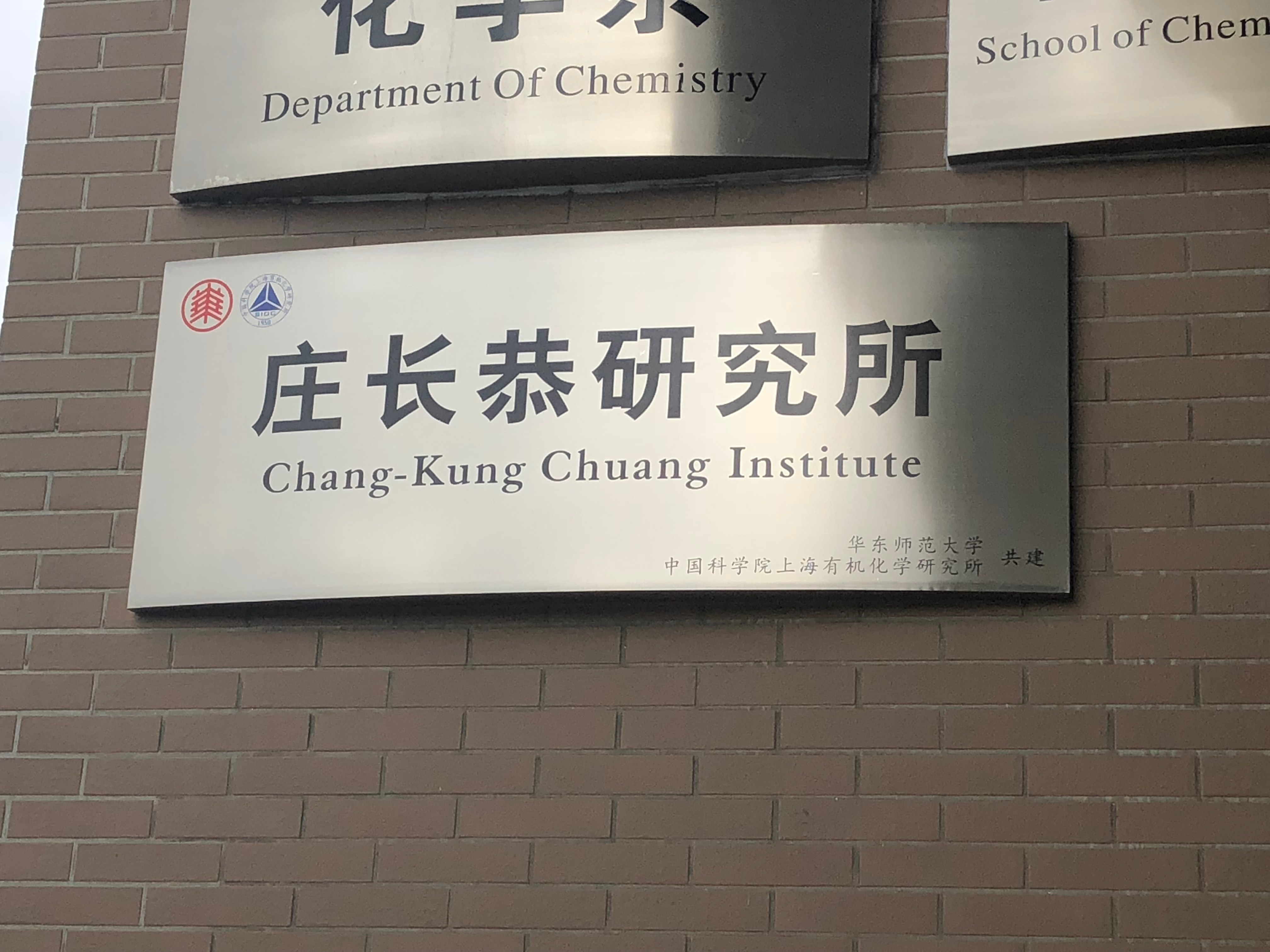
庄长恭研究所

庄长恭研究所，是华东师范大学与中国科学院上海有机化学研究所联合建设的研究所，位于华东师范大学闵行校区，以庄长恭命名，侧重于有机化学。研究所经十个月的筹备后，于2017年9月4日成立，首任所长为丁奎岭院士。